# Brandon Schultz (Eishockeyspieler)
Brandon Schultz (* 15. Juni 1996 in Estero, Florida) ist ein US-amerikanischer Eishockeyspieler.

## Karriere
Der Angriffsspieler spielte als Jugendlicher zwischen 2013 und 2015 für die Janesville Jets aus dem US-Bundesstaat Wisconsin in der North American Hockey League. Zwischen 2015 und 2017 spielte Schultz in der United States Hockey League, der höchsten US-amerikanischen Juniorenliga, aktiv und spielte jeweils eine Saison für die Waterloo Black Hawks aus Iowa bzw. die Lincoln Stars aus Nebraska. Im Sommer 2017 wechselte Schultz an die Northeastern University und wurde mit seinem Team zwei Jahre später Meister der Liga Hockey East. Anschließend folgten zwei Jahre an der Northern Michigan University.
Im Sommer 2021 wechselte Schultz in die ECHL zum Team Toledo Walleye, mit dem er die punktbeste Mannschaft der Saison 2021/22 wurde. In der Play-off-Runde erreichte die Mannschaft das Finale, musste sich dort aber den Florida Everblades mit 1:4 Siegen geschlagen geben. In den beiden folgenden Spielzeiten wechselte Schultz mehrfach den Verein. Während der Saison 2022/23 lief er für die Atlanta Gladiators, die Norfolk Admirals und Adirondack Thunder auf. Ein Jahr später hießen seine Clubs Indy Fuel und Cincinnati Cyclones. Im Februar 2024 wechselte Schultz zu den Lausitzer Füchsen in die DEL2, für die er jedoch nur ein Spiel absolvierte. Zur Saison 2024/25 schloss er sich dem Herforder EV aus der Oberliga Nord an.

## Erfolge und Auszeichnungen
- 2019 Lamoriello-Trophy-Gewinn mit der Northeastern University